# Borgerbevægelsen
Borgarahreyfingin (Borgerbevægelsen) var et politisk parti på Island. Partiet blev etableret i 2009 og havde sin oprindelse i flere græsrodsbevægelser, der ønskede omfattende ændringer i regeringen, særlig de grupperinger som demonstrerede udenfor Altinget i forbindelse med den islandske finanskrise 2008–2009. Partiet ønskede bl.a. ændringer i grundloven og valgloven for at sikre, at enkeltpersoner fik lettere ved at blive valgt ind i Altinget.
Partiet brugte sloganet Þjóðin á þing' (folket på tinge) og havde tre hovedmålsætninger: 
- Fortiden – en neutral udredning af kollapsen i den islandske økonomi.
- Nutiden – krisehjælp for at hjælpe privatpersoner og selskaber.
- Fremtiden – demokratiske reformer og en ny grundlov.

Partiets første formand var Herbert Sveinbjörnsson.
Ved valget i april 2009 fik Borgarahreyfingin 4 ud af de 63 pladser i Altinget. Medlemmerne var: 
- Þráinn Bertelsson, filminstruktør
- Þór Saari
- Birgitta Jónsdóttir
- Margrét Tryggvadóttir, digter, redaktør og kunstner

Den 14. august 2009 forlod Þráinn Bertelsson partiet og blev løsgænger. Den 18. september 2009 forlod de øvrige tre medlemmer partiet og grundlagde en ny gruppering kaldet Bevægelsen (Hreyfingin). Borgarahreyfingin var dermed ikke længere repræsenteret i Altinget.
I 2012 indgik Borgerbevægelsen sammen med Bevægelsen og Det Liberale Parti i partiet Daggry (Dögun) og opløstes dermed.
Birgitta Jónsdóttir gik ikke med i Daggry, men stiftede sammen med flere andre Piratpartiet. 

## Valgresultater
| Valg | Stemmer           | Stemmer           | Mandater | Mandater | Position  |
| Valg | Antal             | %                 | Antal    | +/-      | Position  |
| ---- | ----------------- | ----------------- | -------- | -------- | --------- |
| 2009 | 13 519            | 7,2               | 4        | 4        | 5. størst |
| 2013 | Stillede ikke op. | Stillede ikke op. | 0        | 4        |           |

## Ekstern henvisning
- Officiell hjemmeside Arkiveret 30. april 2009 hos  Wayback Machine (islandsk)